# Finansnetto
Finansnetto är ett begrepp som används för att beskriva resultatet från ett bolags finansiella aktiviteter och är intäkter minus kostnader. Exempel på poster i resultaträkningen som räknas in i finansnettot är:
- ränteintäkter
- räntekostnader
- utdelningar
- valutakursdifferenser på finansiella poster
- resultat från försäljning av finansiella instrument eller andra värdepapper
- bankkostnader eller andra avgifter kopplade till den finansiella verksamheten

Finansnettot redovisas och analyseras ofta separat, skiljt från rörelseresultatet i ett företag. 